# Geoff Tate
Geoff Tate (né Jeffrey Wayne Tate, le 14 janvier 1959, à Stuttgart, Allemagne) a été le chanteur du groupe Queensrÿche dès ses débuts en 1981 jusqu’en 2012, lorsqu'il fut remplacé par Todd La Torre. Il a réalisé un album solo portant son nom composé de 11 chansons en 2002. Il est considéré comme le 14e des 100 meilleurs chanteurs metal de tous les temps sur la liste du Hit Parade.